# Bélgica en los Juegos Olímpicos de Montreal 1976
Bélgica estuvo representada en los Juegos Olímpicos de Montreal 1976 por un total de 101 deportistas que compitieron en 16 deportes.  
El portador de la bandera en la ceremonia de apertura fue el atleta Gaston Roelants.

## Medallistas
El equipo olímpico belga obtuvo las siguientes medallas:
| Nombre | Deporte           | Competición           |
| --- | ----------------- | --------------------- |
| Oro |                   |                       |
| — |                   |                       |
| Plata |                   |                       |
| Ivo Van Damme | Atletismo         | 800 m M               |
| Ivo Van Damme | Atletismo         | 1500 m M              |
| Michel Vaarten | Ciclismo en pista | Contrarreloj 1000 m M |
| Bronce |                   |                       |
| Karel Lismont | Atletismo         | Maratón M             |
| François Mathy (Gai Luron)                                                                                            | Hípica            | Saltos ind.           |
| Eric Wauters (Gute Sitte) François Mathy (Gai Luron) Edgar-Henri Cuepper (Le Champion) Stanny Van Paesschen (Porsche) | Hípica            | Saltos por eqs.       |